# Isospora belli
Isospora belli ou Cystoisospora belli  é um protozoário coccídeo do filo Apicomplexa que infectam cães, gatos, porcos, primatas e humanos. É mais comum nos trópicos, particularmente no Caribe, América Central e América do Sul. É transmitido pela carne desses animais e por água infectada com fezes.

## Ciclo de vida
O ciclo de vida do Isospora é direto e não necessita de um hospedeiro intermediário. Os oocistos são excretados com as fezes de indivíduos infectados, ainda imaturos, não esporulados e não-infecciosos. A esporulação, requer vários dias e tem lugar no ambiente externo, em locais quentes e úmidos, e conduz à formação de dois esporocistos, cada um contendo quatro esporozoítos.
Se oocistos são acidentalmente ingeridos através de alimentos ou água contaminados, os esporozoítos são liberados e se  inserem nos enterócitos do intestino delgado (duodeno e jejuno), onde eles começam a reprodução assexuada. Pelo menos uma semana mais tarde, a reprodução sexual também é iniciada, o que resulta na formação de oocistos contendo cada um um único esporoblasto. Os oócitos são excretados por anos ou mesmo décadas.

## Patologia
Ver: Isosporíase
Em indivíduos imunocompetentes, a infecção é geralmente assintomática, mas também pode causar uma enterite com diarreia que melhora em poucos dias. Já em pessoas imunocomprometidas a infecção provoca diarreia graves similares à cólera e que requerem hospitalização.
O diagnóstico é feito com exame de fezes e observação em microscópio. A parede do cisto e esporoblastos se tingem de vermelho com os métodos de coloração Ziehl-Neelsen (quente) ou Kinyoun (frio). Ambos os métodos têm boa especificidade e, portanto, são úteis como testes de confirmação. Como os Cyclospora, o Isospora belli é auto-fluoresceste sob luz UV.
O tratamento é feito com reposição de líquidos e cotrimoxazol. A prevenção e feita com higiene básica, tratamento de água e esgoto e cozinhando bem os alimentos, principalmente a carne de porco.